# Brainport
BrainPort是一項腦機介面技術，利用該技術，感官信息可以通過位於舌頭上方的電極陣列發送到人的大腦。它最初是由Paul Bach-y-Rita開發的，旨在幫助人們的平衡感，尤其是那些受中風所苦的患者。Bach-y-Rita於1998年創立了Wicab。
它也被開發用作視覺輔助工具，展示了其可以讓盲人以多邊形和像素形式看到其周圍環境的能力。在這種情況下，攝像頭將擷取周圍的影像，並將該信息經由晶片處理後轉換為脈衝，然後經過電極陣列通過舌頭發送到人的大腦。人腦能夠將這些脈衝解釋為視覺信號，然後將它們重新定向到視覺皮層，使人可以“看見”。這與人工耳蝸的工作原理部分相似，因為它會將電刺激傳輸到體內的接收裝置。

2015年6月18日，美國食品藥品監督管理局（FDA）批准了BrainPort V100口部電子視覺輔助系統。